# Panzerregiment 25
Het Panzerregiment 25 was een Duits tankregiment van de Wehrmacht tijdens de Tweede Wereldoorlog.

## Krijgsgeschiedenis

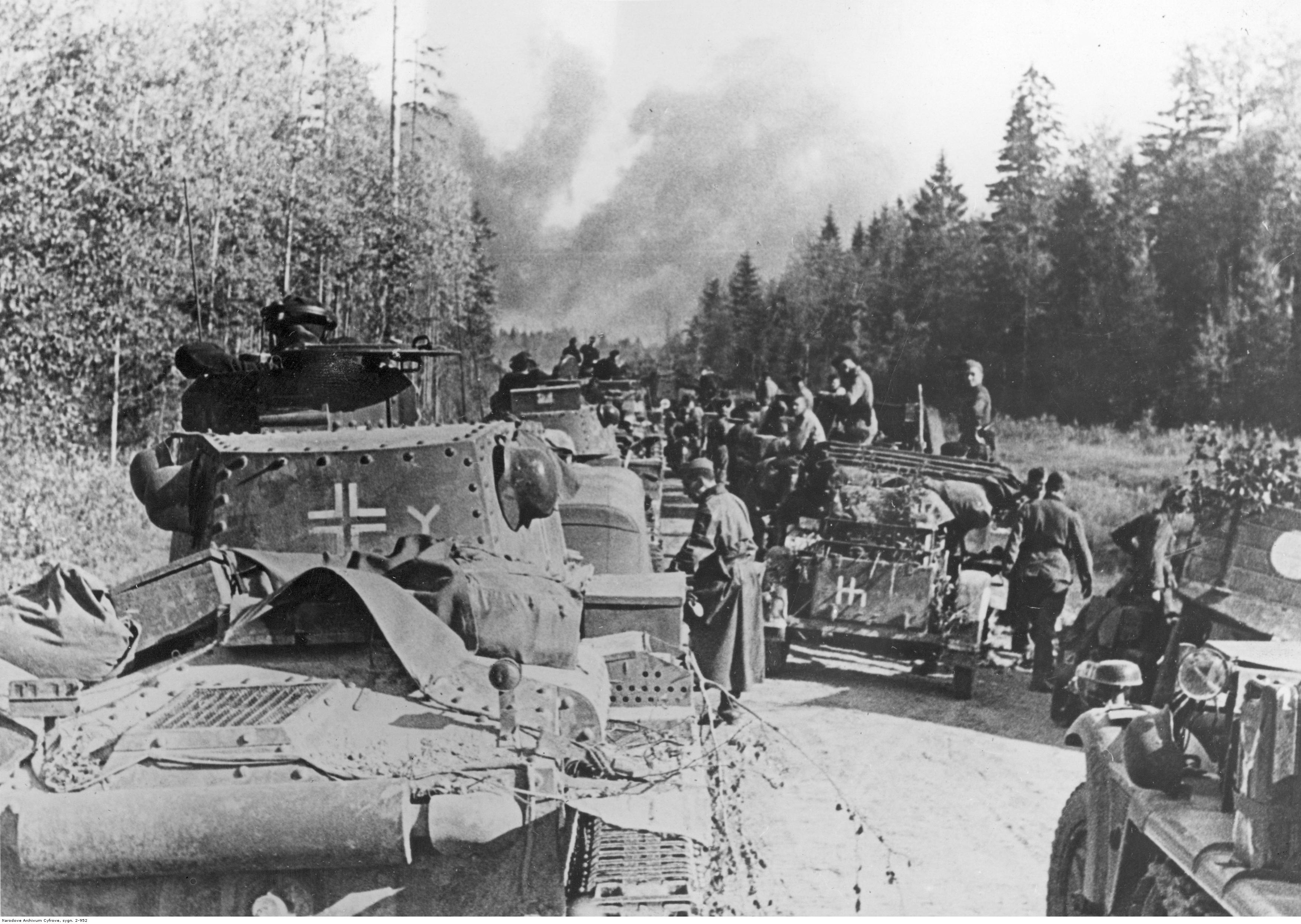
Tankkolonne van het regiment in oktober 1941

Panzerregiment 25 werd opgericht op 12 oktober 1937 in Erlangen in Wehrkreis XIII en bestond uit regimensstaf en I. Abteilung.
Het regiment werd als Heerestruppe opgericht. Na de Poolse veldtocht maakte het regiment vanaf 1 november 1939 (net na omdoping van de divisie) deel uit van de 7e Pantserdivisie en bleef dat gedurende zijn verdere bestaan.
Het regiment capituleerde (met de rest van de divisie) bij Schwerin, Banzkow en Hagenow aan Amerikaanse troepen op 3 mei 1945.

## Samenstelling bij mobilisering
- I. Abteilung met 3 compagnieën (1, 2, 4)

## Wijzigingen in samenstelling
Op 1 november 1939 werd I./Pz.Rgt. 23 onder bevel gesteld en werd uiteindelijk op 1 april 1940 omgedoopt II./Pz.Reg.25.

Op 19 februari 1941 werd Pz.Abt 66 als III. Abteilung opgenomen in het regiment.

Op 15 maart 1942 werd de III. Abteilung weer opgeheven en ging het regiment met twee Abteilungen verder, maar ontving wel een 3e en 7e compagnie op 15 juni 1942 en beschikte zo over 8 compagnieën.

De I./Pz.Reg. 25 werd (zonder tanks) vanaf 11 september 1943 vanuit Poltava op treintransport gezet naar Parijs, om vanaf 15 oktober 1943 in Frankrijk omgevormd te worden tot Panther-Abteilung. De Abteilung zou zich pas in juli 1944 weer bij de divisie voegen.

## Opmerkingen over schrijfwijze
- Abteilung is in dit geval in het Nederlands een tankbataljon.
- II./Pz.Rgt. 25 = het 2e Tankbataljon van Panzerregiment 25

## Commandanten
| Rang                                          | Naam             | Begin             | Eind            |
| --------------------------------------------- | ---------------- | ----------------- | --------------- |
| Major                                         | Ilgen            |                   |                 |
| Oberst                                        | Karl Rothenburg  | 1 maart 1940      | 28 juni 1941 †  |
| Oberstleutnant                                | Wolfgang Thomale | 28 juni 1941      |                 |
| Oberst                                        | Eduard Hauser    | 10 september 1941 | 1943            |
| Oberstleutnant Oberst (vanaf 1 november 1943) | Adelbert Schulz  | 5 maart 1943      | 26 januari 1944 |
| Oberstleutnant Oberst (vanaf 1 augustus 1944) | Bernhard Thomé   | 26 januari 1944   | 31 oktober 1944 |

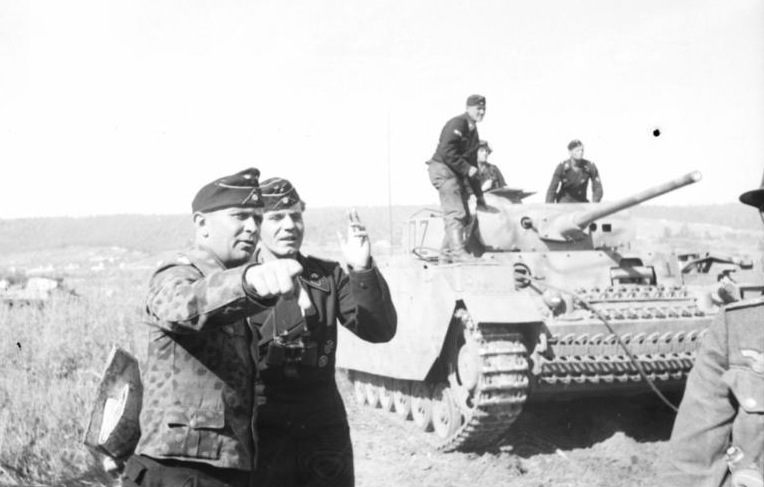
Adelbert Schulz in een bespreking bij een PzKw III

Oberst Rothenburg sneuvelde op 28 juni 1941 bij Grodeck-Ostrochichy. Ter ere van hem, werd het 25e Panzerregiment vanaf dat moment ook inofficieel Panzerregiment Rothenburg genoemd.
Panzerregiment 1 · Panzerregiment 2 · Panzerregiment 3 · Panzerregiment 4 · Panzerregiment 5 · Panzerregiment 6 · Panzerregiment 7 · Panzerregiment 8 · Panzerregiment 9 · Panzerregiment 10 · Panzerregiment 11 · Panzerregiment 15 · Panzerregiment 16 · Panzerregiment 17 · Panzerregiment 18 · Panzerregiment 21 · Panzerregiment 22 · Panzerregiment 23 · Panzerregiment 24 · Panzerregiment 25 · Panzerregiment 26 · Panzerregiment 27 · Panzerregiment 28 · Panzerregiment 29 · Panzerregiment 31 · Panzerregiment 33  · Panzerregiment 35 · Panzerregiment 36 · Panzerregiment 39 · Panzerregiment 69 · Panzerregiment 80 · Panzerregiment 100 · Panzerregiment 101 · Panzerregiment 102 · Panzerregiment 116 · Panzerregiment 118 · Panzer-Lehr-Regiment 130 · Panzerregiment 201 · Panzerregiment 202 · Panzerregiment 203 · Panzerregiment 204 · Schweres Panzer-Regiment Bäke · Panzerregiment Brandenburg · Panzerregiment Coburg · Panzerregiment Feldherrnhalle · Panzerregiment Feldherrnhalle 2 · Panzerregiment Hermann Göring · Panzerregiment Großdeutschland · Panzerregiment Kurmark · Panzerregiment von Lauchert · Panzerregiment Major Rettemeier · Fallschirm-Panzerregiment 1 · Fallschirm-Panzerregiment 21 · SS-Panzerregiment 1 LSSAH · SS-Panzerregiment 2 · SS-Panzerregiment 3 · SS-Panzerregiment 5 · SS-Panzerregiment 9 · SS-Panzerregiment 10 · SS-Panzerregiment 11 · SS-Panzerregiment 12